# 당경숭
당경숭(唐景崧, 1841년 ~ 1903년)은 중국 청나라의 관료로, 마지막 대만순무이다. 자(字)는 유경(維卿)이며, 광서 관양현(灌陽縣) 출신이다. 대만민주국 총통을 지냈다.

## 생애
1865년에 진사시에 급제하였다. 1882년, 프랑스와 베트남의 무력충돌이 발생했을 때, 베트남으로 가서 유영복의 흑기군을 동원하여 프랑스군을 격파하였다. 이듬해 4품에 임명되었고, 1884년 청불 전쟁에서는 경자군(景字軍)을 이끌고 군공을 세워 2품으로 진급했다. 1891년, 타이완 포정사에 임명되었고, 1894년에 소우렴의 후임으로 타이완 순무에 임명되었다.
1895년 4월 17일, 시모노세키 조약의 결과 타이완이 일본에 할양되는 것이 결정되었다. 타이완 내에서 할양에 반대하는 움직임이 일어났는데, 당경숭도 이에 찬동한 인사였다. 5월 23일, 그는 대만민주국 독립선언을 발표하고 5월 25일에 대만민주국 총통에 취임했다. 하지만 이튿날 국회의장 임유원이 샤먼으로 도망하는 등 정부 내부에서 의견이 분열되어 동요가 일었다.
6월 3일, 지룽이 일본군에게 점령당하자, 6월 4일, 탕징쑹은 변장하고 도주하여, 독일 상선 아르투르(Arthur) 호를 타고 샤먼으로 갔다. 1903년에 광시성 구이린에서 사망하였다.

## 같이 보기
- 류융푸
- 황페이훙

| 전임 소우렴 | 대만순무 1894년 ~ 1895년 | 후임 없음 |